# Marall Nasiri
Marall Nasiri, född 31 oktober 1980 i Teheran, Iran, är en svensk skådespelare bosatt i Stockholm.

## Karriär
Marall Nasiri studerade vid Teaterhögskolan i Stockholm 2005–2009 och har sedan dess medverkat i en rad tv-serier och filmer som Bron, Lasermannen och Young Royals. I filmen Motståndaren av Milad Alami fick hon juryns pris på Seattle international filmfestival 2023 samt tilldelades Guldbaggen för bästa kvinnliga huvudroll 2024.
Nasir har medverkat i en rad pjäser på Sveriges största teaterscener bl.a  Backa teater, Stockholms stadsteater samt Dramaten.
2021 gjorde hon debut som teaterregissör med pjäsen De livrädda skriven av hennes syster, dramatikern Talajeh Nasiri. Pjäsen spelades på Dramaten samt turnerade med Riksteatern.

## Teater

### Roller (ej komplett)
| År        | Roll                | Produktion                                                               | Regi                  | Teater                                                                   |
| --------- | ------------------- | ------------------------------------------------------------------------ | --------------------- | ------------------------------------------------------------------------ |
| 2007      | Lottie              | Don Juan i Soho (Don Juan in Soho) Patrick Marber                        | Rickard Günther       | Stockholms stadsteater                                                   |
| 2008/2010 |                     | Femtusen fåglar & en fyrkantig måne Marall Nasiri                        |                       | Teaterhögskolan Teater Tribunalen Stockholms stadsteater Angereds teater |
| 2010      |                     | Kött Anna Vnuk                                                           | Anna Vnuk             | Backa teater                                                             |
| 2011      |                     | Pappersgudar Aleksander Motturi                                          | Ulla Kassius          | Angereds teater                                                          |
| 2011      |                     | Yvonne (Iwona, księżniczka Burgunda) Witold Gombrowicz                   | Mattias Andersson     | Backa teater                                                             |
| 2012      |                     | Ett drömspel August Strindberg                                           | Mattias Andersson     | Stockholms stadsteater                                                   |
| 2012      |                     | Utopia 2012 Mattias Andersson                                            | Mattias Andersson     | Backa teater                                                             |
| 2013      |                     | Lille kung Mattias (Król Maciuś Pierwszy) Janusz Korczak                 | Mattias Andersson     | Backa teater Gästspel på Kennedy Center for the Performing Arts          |
| 2013      | Valeria             | Jag ringer mina bröder Jonas Hassen Khemiri                              | Farnaz Arbabi         | Stockholms stadsteater                                                   |
| 2014      |                     | Acts of Goodness Mattias Andersson                                       | Mattias Andersson     | Backa teater                                                             |
| 2014      | Martina             | ≈ [ungefär lika med] Jonas Hassen Khemiri                                | Farnaz Arbabi         | Dramaten                                                                 |
| 2015      | Nastasia            | Idioten Mattias Andersson efter Fjodor Dostojevskij                      | Mattias Andersson     | Dramaten                                                                 |
| 2017      |                     | Stilla liv Lars Norén                                                    | Lars Norén            | Dramaten                                                                 |
| 2018      | Harper              | Angels in America Tony Kushner                                           | Farnaz Arbabi         | Dramaten                                                                 |
| 2019      |                     | Hålla andan (How to hold your breath) Zinnie Harris                      | Lena Endre            | Dramaten                                                                 |
| 2020      |                     | Kvinnostaden (La Cité des Dames) Christine de Pizan                      | Staffan Valdemar Holm | Dramaten                                                                 |
| 2021      | Masja               | Måsen (Чайка, Tjajka) Anton Tjechov                                      | Lyndsey Turner        | Dramaten                                                                 |
| 2022      |                     | Eld Jonas Hassen Khemiri                                                 | Antú Romero Nunes     | Dramaten                                                                 |
| 2022      | En änka En moderlös | Tid för glädje (Tid for glede) Arne Lygre                                | Stéphane Braunschweig | Dramaten                                                                 |
| 2023      | Polly               | Tolvskillingsoperan (Die Dreigroschenoper) Bertolt Brecht och Kurt Weill | Sofia Adrian Jupither | Dramaten                                                                 |

## TV i urval
- 2005 – Lasermannen (TV-serie)
- 2007 – Beck – Det tysta skriket (TV-serie)
- 2013 – Söder om Folkungagatan (TV-serie)
- 2014 – Jag ringer mina bröder (TV-serie)
- 2015 – Ängelby (TV-serie)
- 2015 – Bron (TV-serie)
- 2015 – Det mest förbjudna (TV-serie)
- 2016 – Syrror (TV-serie)
- 2019 – Störst av allt (TV-serie)

## Filmografi i urval
- 2013 – Utopia
- 2013 – Slaktarens vals
- 2015 – Det vita folket
- 2023 – Motståndaren